# Trigonometopus fuscipennis
Trigonometopus fuscipennis är en tvåvingeart som beskrevs av Friedrich Georg Hendel 1912. Trigonometopus fuscipennis ingår i släktet Trigonometopus och familjen lövflugor.
Artens utbredningsområde är Samoa. Inga underarter finns listade i Catalogue of Life.